# Rempart gaulois des Châteliers
Le rempart gaulois des Châteliers est une fortification en terre située sur le plateau des Châteliers, sur la commune française d'Amboise, dans le département d'Indre-et-Loire.
Le rempart, rectiligne et long de 800 m, est élevé en plusieurs étapes pendant toute la durée de La Tène. Il limite à l'est l'oppidum des Châteliers dont la superficie dépasse alors 50 ha et qui pourrait constituer la capitale du peuple gaulois des Turones. Il est partiellement arasé au Moyen Âge pour être mis en culture, comme le reste du plateau.
Les remparts et fossés sont classés au titre des monuments historiques  par arrêté du 30 avril 1986. Le site qui les héberge est un site inscrit.

## Localisation

L'oppidum laténien des Châteliers.

L'oppidum des Châteliers occupe le site d'un éperon formé par le confluent de la Loire et de l'Amasse. Ce plateau, qui repose sur le calcaire turonien se situe à une altitude moyenne de 100 m et domine la vallée d'une cinquantaine de mètres,. Ce site géographique stratégique est occupé par l'Homme de manière permanente depuis le Néolithique. À La Tène finale, il est barré à l'est d'un rempart de terre situé à 900 m à l'est de la pointe de l'éperon.
L'oppidum ainsi constitué, d'une cinquantaine d'hectares, témoigne à cette époque d'une importante activité artisanale, cultuelle, domestique et peut-être politique : il est très probable qu'il constitue la capitale du peuple gaulois des Turones.

## Mentions bibliographiques, études et fouilles

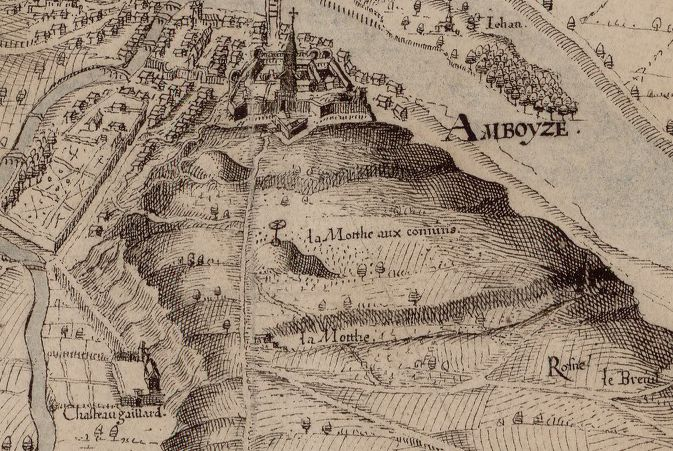
Le plateau des Châteliers sur la carte de Siette (1619).
Le nord est à droite.

Les cartes d'Amboise établies par René Siette en 1619 ou Dubuisson-Aubenay en 1635 localisent parfaitement les anomalies topographiques du plateau, dont le rempart. Ce dernier auteur rapporte qu'une tradition locale, dont l'exactitude se vérifiera partiellement plus tard, situe la ville primitive d'Amboise sur le plateau.
Les principales connaissances sont acquises à partir de 1978, lorsque le percement d'une rue coupe le rempart dans sa moitié sud. Cette coupe est protégée par un grillage plaqué qui prévient les éboulements et évite les vandalismes. Un abri la protège des intempéries.
Les remparts et fossés sont classés au titre des monuments historiques  par arrêté du 30 avril 1986. Le site qui les héberge est un site inscrit.

## Chronologie et description

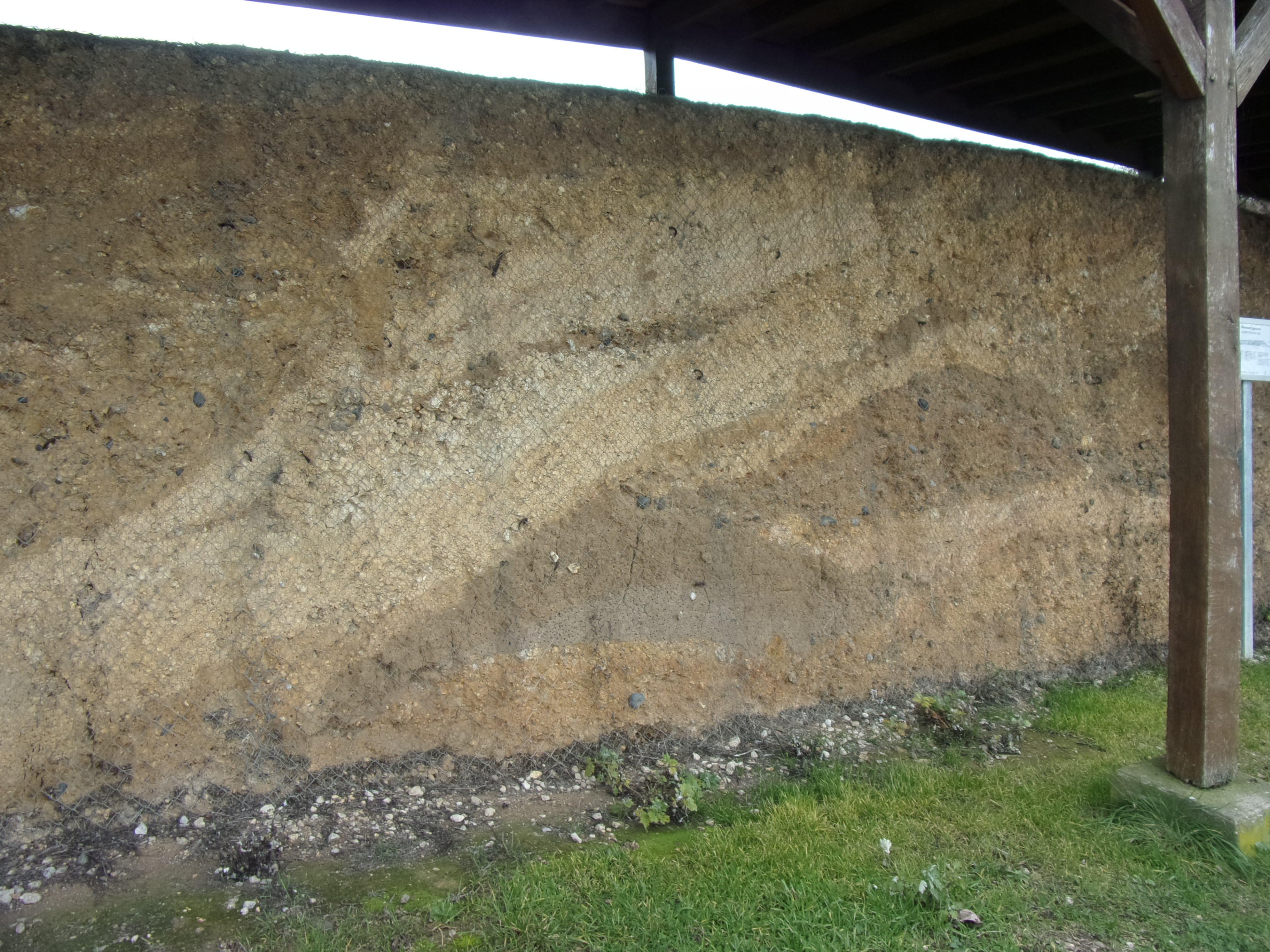
Coupe du rempart sous son auvent protecteur. Les stratifications successives du rempart se devinent.

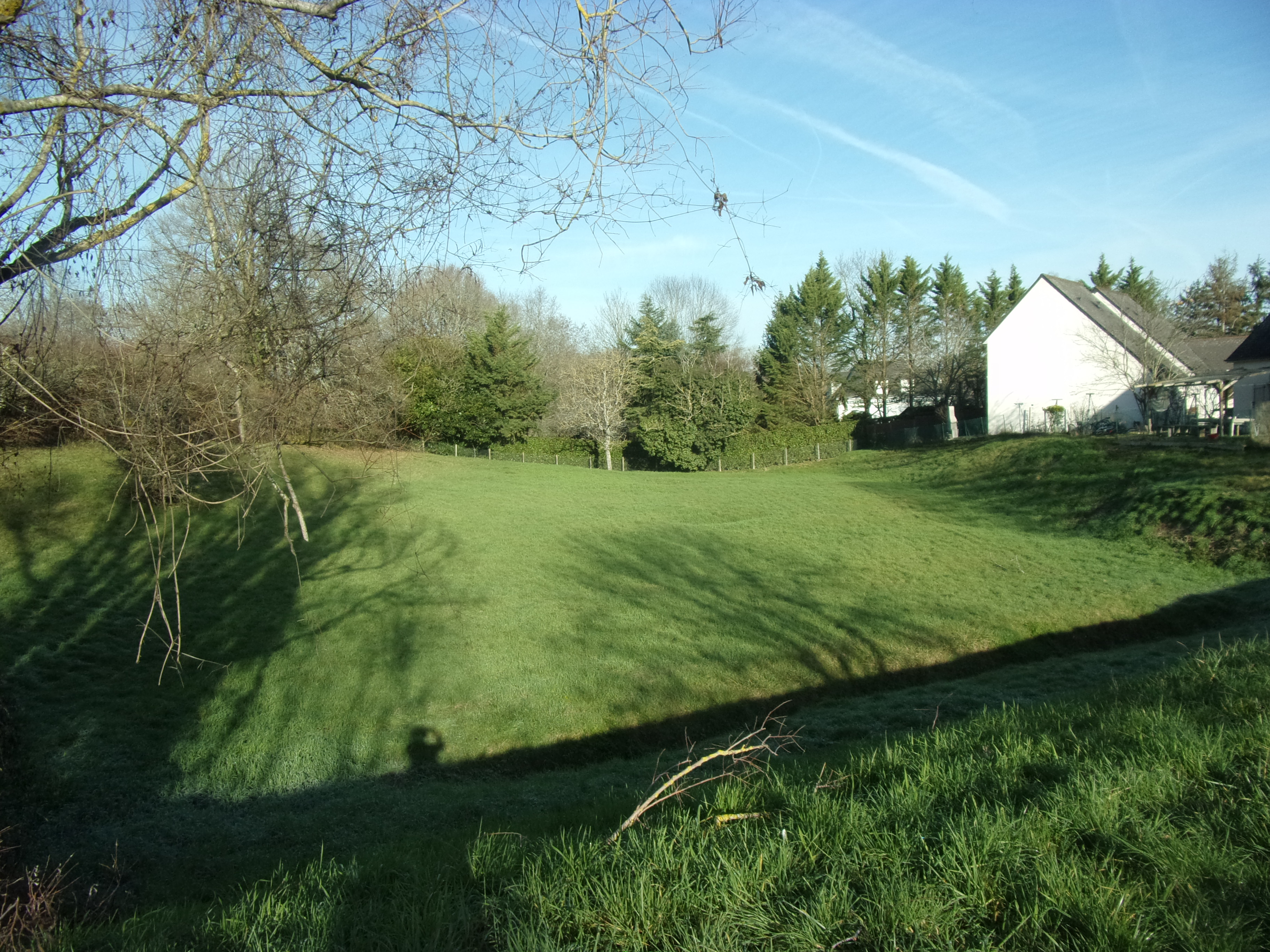
Fossé à l'est du rempart, vu vers le nord. Le talus qui coupe le fossé au premier plan est moderne.

Sensiblement orienté nord-sud, Le rempart, à son plus grand développement, est rectiligne, long de 800 m et barre presque totalement le plateau du nord au sud. Il est précédé à l'est d'un fossé à fond plat large de 40 m qui, vers le nord du dispositif, assure la continuité du vallon sec naturel de Malvau. La fossé en lui-même n'ayant fait l'objet d'aucune étude archéologique, sa largeur reste une estimation visuelle.
L'examen précis de la coupe du rempart réalisée en 1978 permet de distinguer trois phases principales dans la construction du rempart : l'édification d'un noyau primitif a lieu sous la Tène ancienne même si ce dispositif, dont la fonction réelle reste à déterminer, ne s'étend peut-être pas sous la totalité du rempart postérieur ; des recharges et rehaussements successifs dans un but clairement défensif sont effectués sous la Tène finale ; au Moyen-Âge, le rempart, abandonné, est partiellement arasé et mis en culture, ; la présence de vignes est attestée au XVIe siècle.

Analyse stratigraphique de la coupe du rempart.

### Noyau primitif

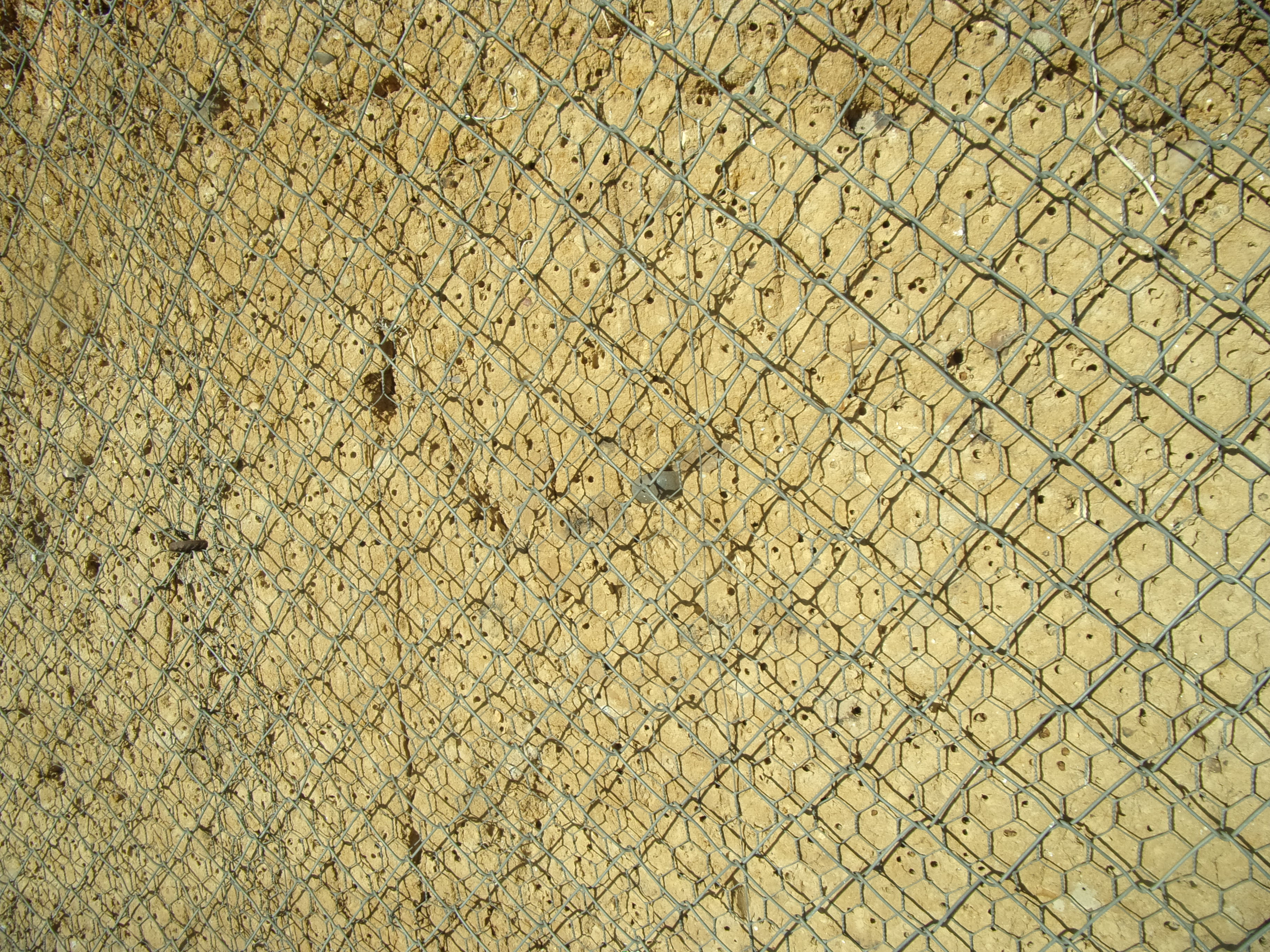
Noyau argileux primitif du rempart.

Le rempart est constitué d'un premier talus en argile, large d'environ 10 m à sa base, avec des inclusions de charbon de bois et présentant peut-être une armature en bois dans sa partie orientale (côté extérieur de l'oppidum),. Ce talus primitif, qui semble avoir été édifié sous La Tène A ou B1 (410 av. J.-C., +/- 70), repose sur un sol en terre battue qui scelle une fosse de l'âge du bronze, seule structure de cette époque attestée dans cette partie de l'oppidum. Il est impossible de préciser si ce talus primitif s'étend sous toute la longueur du rempart et même s'il s'agit vraiment d'une structure défensive ou bien d'un autre type de construction : d'autres sondages effectués ailleurs sous le rempart donne des résultats contradictoires.

### Surélévation

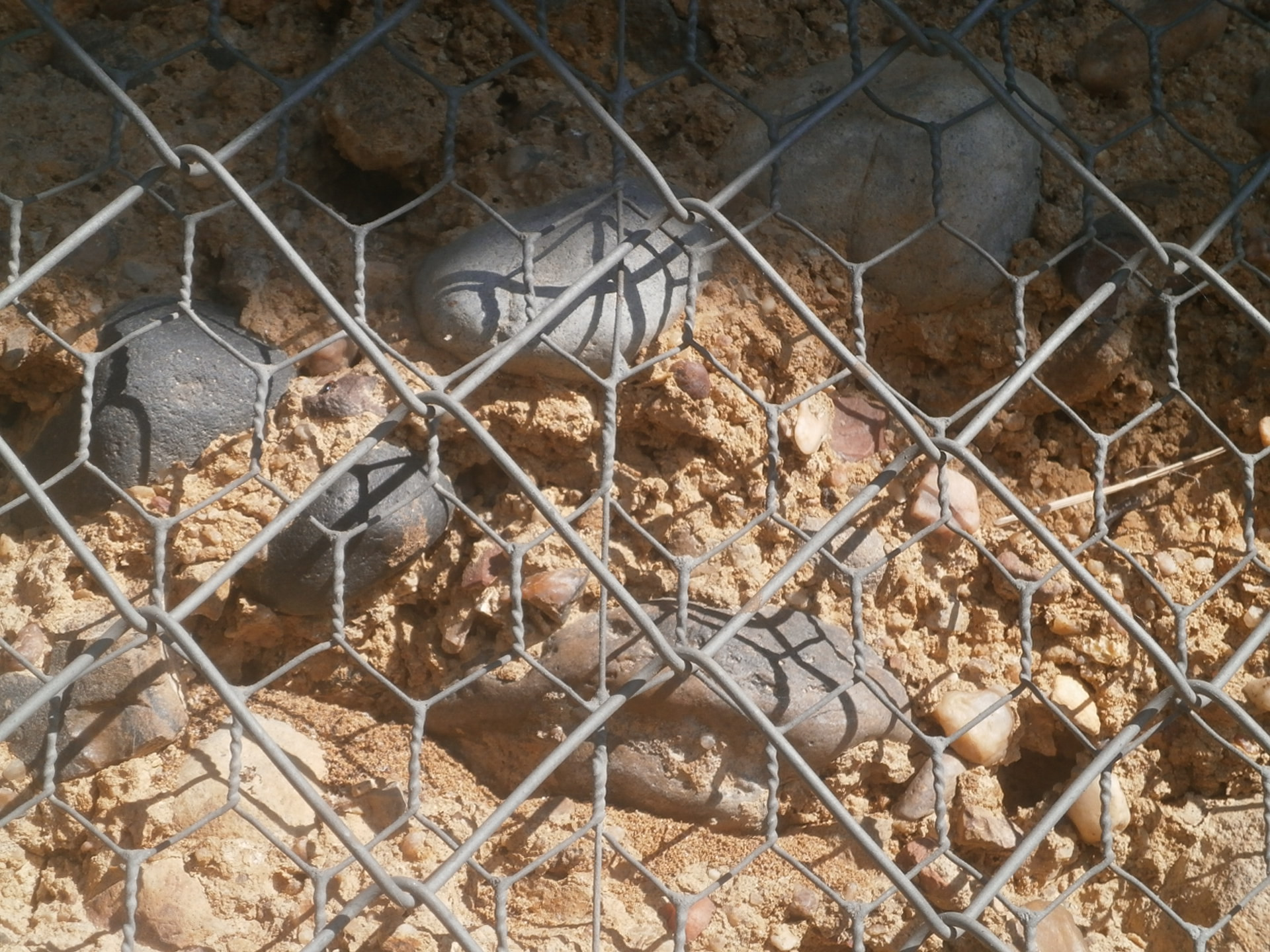
Terre et galets d'une recharge du rempart.

Le rempart est surélevé de manière significative sous La Tène D par des recharges successives dont le nombre reste à déterminer. Il peut alors mesurer 10 m de haut pour 25 à 30 m de large. Dans cette configuration, sa vocation défensive est clairement établie. Les recharges se font à plusieurs reprises, avec des matériaux différents à chaque fois, et leur stratigraphie est encore lisible dans la partie du rempart encore en place.
La coupe faite en 1978 pour permettre le passage d'une route n'a pas permis de mettre en évidence d'éléments de parement, ce qui le différencie du murus gallicus proprement dit. Il semble s'apparenter aux remparts « de type Fécamp » dont la vocation défensive est clairement établie,. Cette modification de la structure du rempart se rencontre sur d'autres sites français que les Châteliers.
Les aménagements qui permettaient de franchir le rempart pour accéder à l'oppidum sont à découvrir ; l'un d'eux pourrait se situer à l'extrémité sud du rempart, ce passage étant emprunté par plusieurs chemins anciens.

### Arasement en mise en culture

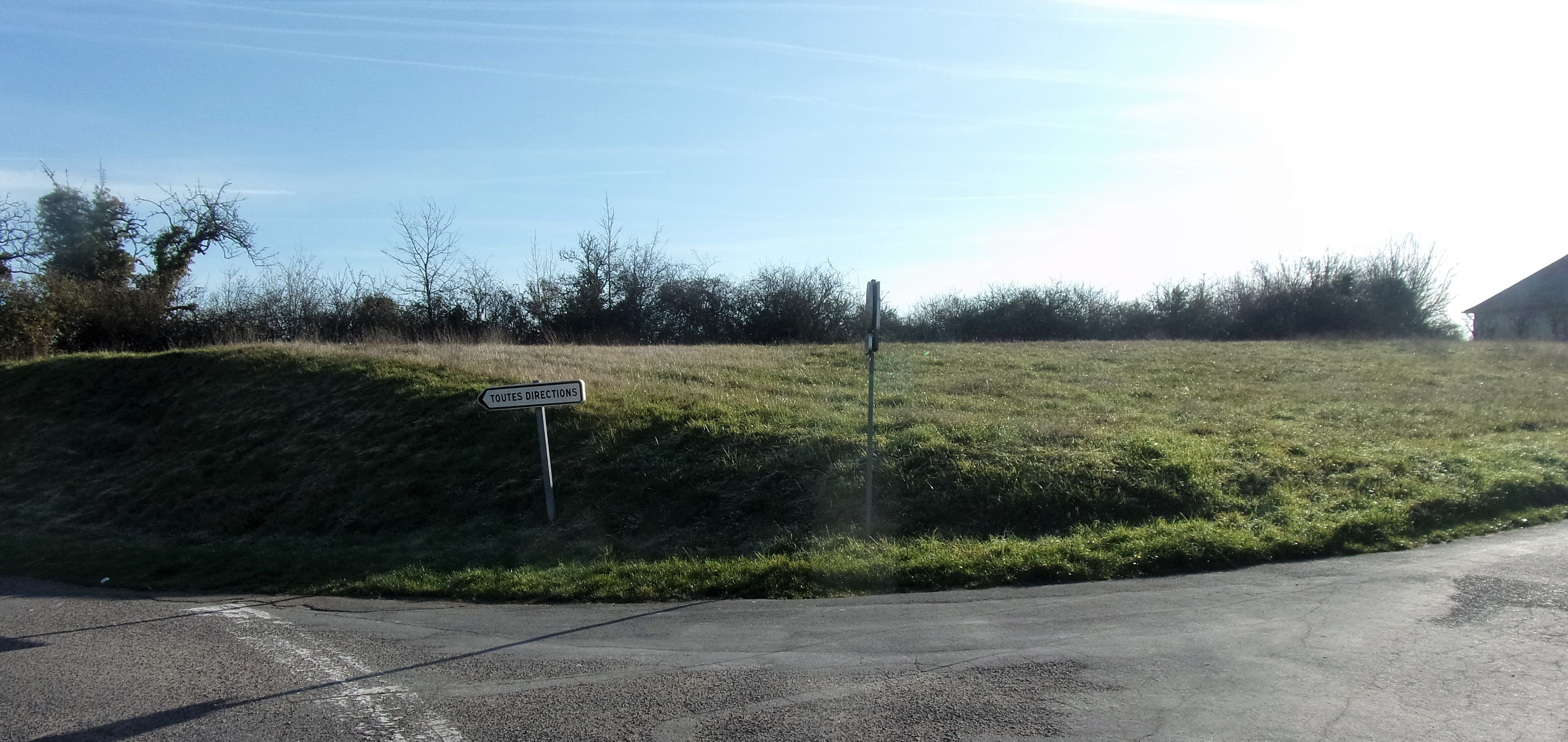
Rempart partiellement arasé vu de l'ouest.

Probablement dès le Moyen Âge, l'ensemble du plateau est livré aux activités agricoles. Le rempart semble être progressivement arasé et ses terres rejetées sur les côtés, ce qui est bien visible sur la coupe où se retrouvent côté ouest, mais bouleversées, les différentes strates de sa construction. Un apport de terre, peut-être à l'époque médiévale, a lieu sur l'ensemble du site (y compris le rempart) et sur une épaisseur de 30 à 80 cm, probablement pour aider à sa mise en culture ou pour compenser partiellement les irrégularités de relief sur les bords du plateau. Il scelle les strates archéologiques du rempart. Le phénomène d'arasement se poursuit au XVIIe siècle.

#### Publications exclusivement consacrées à l'oppidum des Châteliers
- André Peyrard et Anne Debal, Amboise, ville gauloise et gallo-romaine, de la préhistoire à l'histoire : catalogue d'exposition, Ville d'Amboise et Cercle Ambacia, 1985, 62 p..
- Jean-Marie Laruaz, « Le plateau des Châteliers à Amboise », Les Dossiers d'archéologie, no 326,‎ mars-avril 2008, p. 60-66.
- Jean-Marie Laruaz, Amboise et la cité des Turons de la fin de l’âge du Fer jusqu’au Haut-Empire (IIe s. av. n .è. – IIe s. de n.è.) : thèse de doctorat, sous la direction de Stephan Fichtl, vol. 1 à 4, Tours, Université François-Rabelais, 2009, 323, 94, 176 p et 108
- Jean-Marie Laruaz (dir.), Archéologie à Amboise. Aux origines de la ville et du château, Chemillé-sur-Dême, Archéa, 2015, 32 p. (ISBN 978-2-912610-20-1)
- Jean-Marie Laruaz (dir.), Ambacia, la Gauloise - 100 objets racontent la ville antique d'Amboise, Chemillé-sur-Dême, Archéa, 2017, 136 p. (ISBN 978-2-912610-22-5). .
- André Peyrard, « L'oppidum des Chatelliers à Amboise. État des recherches en 1983. Étude préliminaire », bulletin de la Société archéologique de Touraine, t. XL,‎ 1984, p. 839-853 (ISSN 1153-2521, lire en ligne).

#### Publications consacrées à l'archéologie et à l'histoire en Touraine ou aux oppida celtiques
- Louis-Auguste Bosseboeuf, La Touraine historique et monumentale : Amboise, le château, la ville et le canton, Tours, L. Péricat, 1897, 616 p. (lire en ligne).
- Jean-Mary Couderc (dir.), Dictionnaire des communes de Touraine, Chambray-lès-Tours, CLD, 1987, 967 p. (ISBN 978-2-85443-136-0).
- Jean-Marie Laruaz, Le phénomène des oppida dans le département d'Indre-et-Loire : mémoire de maîtrise en histoire, t. I et II, Tours, université François-Rabelais, 2003, 68 et n. p.
- André Peyrard, « Les oppida celtiques d'Indre-et-Loire à partir des nouvelles données archéologiques. Étude systématique en cours de l'oppidum des Châteliers à Amboise », bulletin de la Société archéologique de Touraine, t. XXXIX,‎ 1980, p. 345-350 (ISSN 1153-2521, lire en ligne).
- Michel Provost, Carte archéologique de la Gaule : l'Indre-et Loire-37, Paris, Académie des inscriptions et belles-lettres, 1988, 141 p. (ISBN 2-87754-002-2).
- Élisabeth Zadora-Rio (dir.), Atlas archéologique de Touraine : Supplément no 53 à la Revue archéologique du Centre de la France, Tours, FERACF, 2014 (lire en ligne).